# Brăila
Brăila är en stad (municipiu) som utgör residensstad i länet Brăila i det historiska landskapet Valakiet i sydöstra Rumänien. Staden ligger vid floden Donau och hade 180 302 invånare 2011. Den är landets elfte folkrikaste stad.
Staden brändes 1711 av ryssarna och återuppbyggdes därefter efter en regelbunden stadsplan. Stadens befästningar lades ned 1828. Brăila har fungerat som en betydande exporthamn för spannmål, timmer och petroleum.